# غالين نوريس
غالين نوريس هو سياسي كندي، ولد في 7 نوفمبر 1915، وتوفي في 10 أغسطس 2001. حزبياً، نشط في حزب الائتمان الاجتماعي في ألبرتا ‏. وقد انتخب عضو الجمعية التشريعية ألبرتا.